# 梦游先生
《梦游先生》是由加拿大游戏公司Sarbakan于1999年至2004年间制作并发行的一款Flash游戏。本作分为2部，每部各分为4款游戏，讲述了一名患有梦游症的外交官在夜晚于自家外梦游的故事。在游戏中，玩家需要操纵环境以免主角惊醒，并引导他返回自己的房屋。
本作获得了不錯的评价，被奉为经典Flash游戏。

## 评价
| 汇总媒体     | 得分  |
| ------------ | ----- |
| Pocket Gamer | [ 2 ] |

本作获得了媒体较好的评价。口袋玩家的评测者认为本作虽然不是喜剧作品，但是穿插其中的喜剧元素总能让人会心一笑。但同时也猛烈批评本作的引导不清晰、谜题重复度高、一次失败即从头再来的设计令人沮丧。而为搜狐撰稿的评论者则赞扬本作的爵士风格音乐与美式漫画风格的画面相衬，滑稽音效令人愉悦，拥有令人不愿服输的魅力。但同时也指出本作的画面较为粗糙。
时过境迁，本作现今已经成为公认的「经典Flash游戏」，成为一代人的童年回忆。